# Débroussaillement

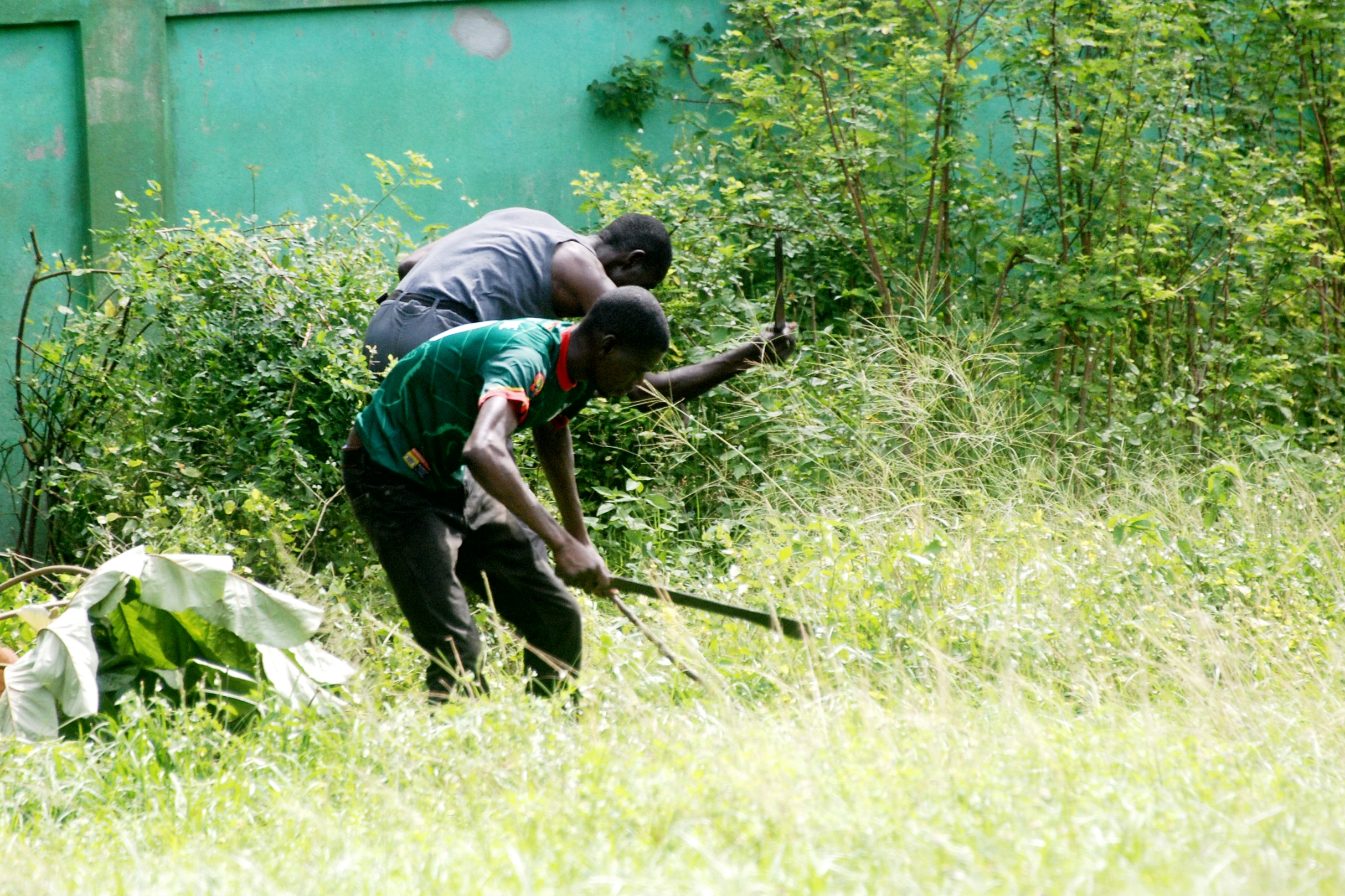
Débroussaillement d'un espace à Abidjan, en Côte d'Ivoire.

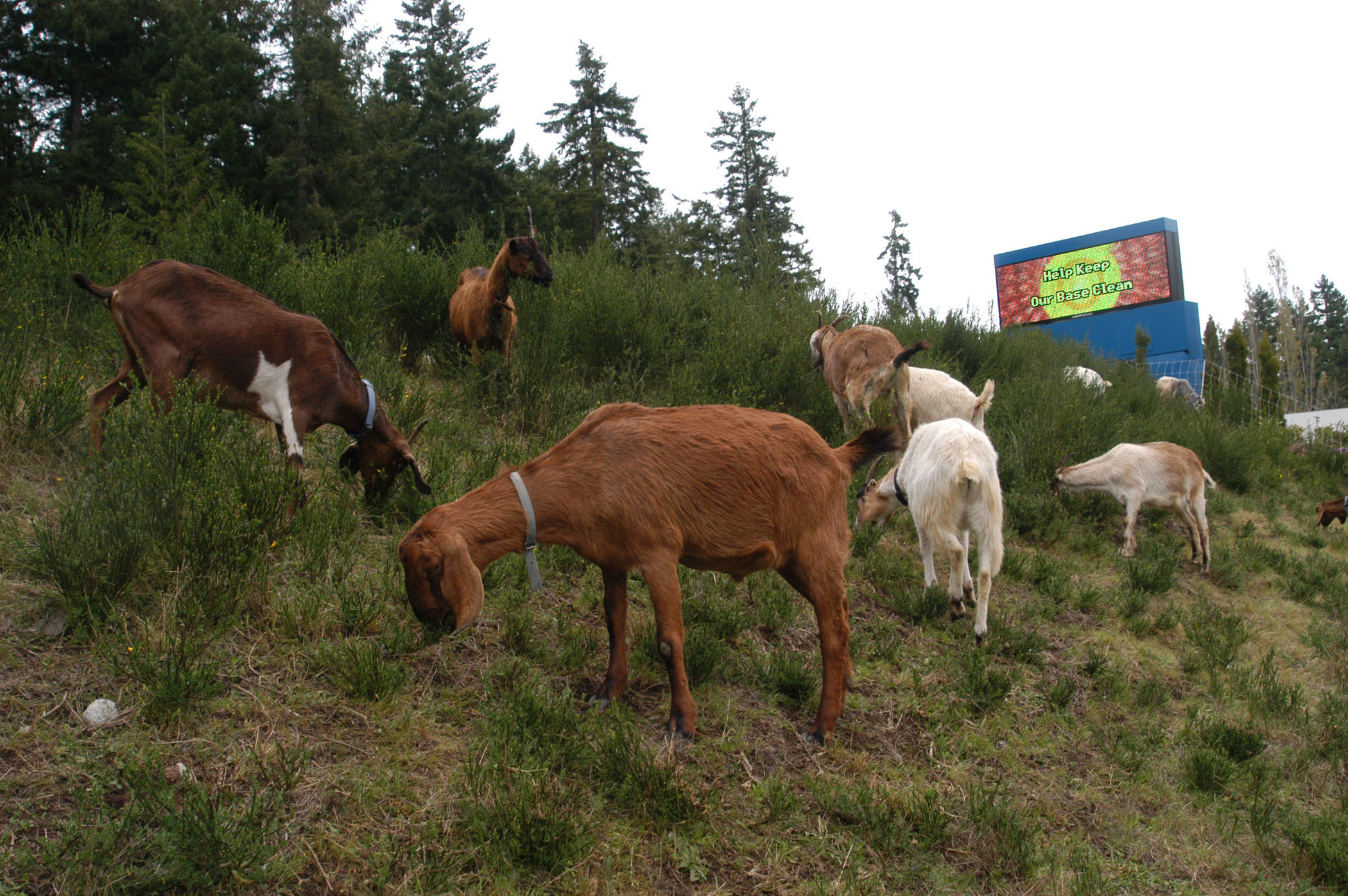
Ici, des chèvres sont utilisées par l'US Army pour débroussailler la Base navale de Kitsap (Bangor), pour, notamment lutter contre des espèces invasives (elles apprécient par exemple la Renouée du Japon).

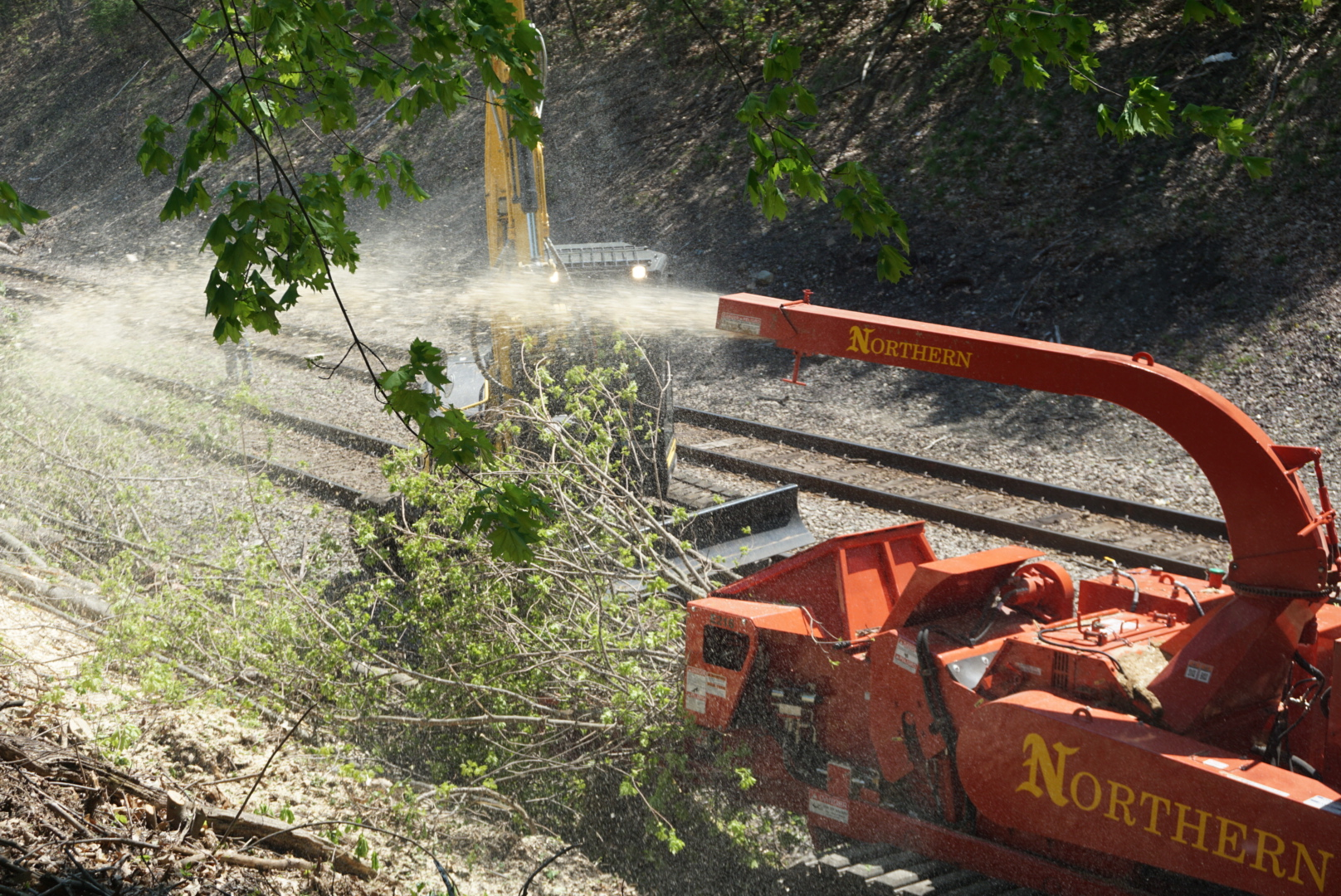
Débroussaillage avec broyage le long d'une voie ferrée.

Zone débroussaillée autour d'une maison entourée d'arbres (exemple fourni par le Natural resources conservation service, en Californie où la gravité des feux de forêts ne cesse de croître).

Le débroussaillement (ou débroussaillage) est l'action de réduire « les matières végétales de toute nature (herbe, branchage, feuilles…) ». Il vise généralement à faciliter certains accès, à favoriser certaines espèces (chêne-liège, fruitiers par exemple) et/ou à diminuer l'intensité, la gravité et la vitesse de propagation des incendies dans les régions concernées par des sécheresses. Dans le contexte de la prévention des incendies autour des habitations et infrastructures, « le débroussaillement n'est ni une coupe rase de la végétation, ni un défrichement complet : c'est une limitation du combustible et une mise à distance des strates de végétation entre elles ». Il s'agit notamment de créer des discontinuités entre les taches de végétation au sol pour que le feu ait moins de combustible à brûler (ce qui le rendra moins puissant) et pour qu'il se propage moins facilement au sol.
C'est une pratique courante en zone méditerranéennes pour prévenir le risque que des incendies de forêt se communiquent aux habitations ou zones urbanisées, mais avec des conséquences globalement négatives pour la biodiversité et la résilience forestière dans ces régions car, répété tous les 3 à 5 ans (voir annuellement dans certaines zones), il détruit plusieurs des strates naturelles des boisements, ce qui peut aggraver à la déshydratation des sols, et surtout entraver à long terme la régénération naturelle, car il élimine de manière récurrente les semis naturels. Dans le contexte émergent des mégafeux, le débroussaillage peut en outre ne pas avoir d'effet.
Avec des précautions particulières, il peut et doit être effectué le long des accotements d'infrastructures (routes, autoroutes, voies ferrées, aéroports, canaux, fossés, watringues, etc.). Des fauches ou pâturages extensifs répétés permettent d'éviter l'apparition du stade « broussaille ». En forêt, la gestion des résidus de débroussaillage peut être associée à celle des rémanents (broyage, compostage in situ… pour rendre la matière organique au sol et améliorer sa capacité de rétention d'eau).

## Types de débroussaillements
On distingue cinq grands types de débroussaillements, :
1. débroussaillement manuel : privilégié dans les situations topo-édaphiques difficiles et les sites sensibles (aire naturelle protégée…). Il permet notamment de sélectionner et conserver les espèces les moins combustibles ou rares, protégées, menacées, etc.
2. débroussaillement mécanique : il est devenu le moyen plus courant. Il peut avoir une forte incidence sur le sol et la biodiversité, plus ou moins selon le contexte écologique et selon la période de fauche ou de girobroyage, la hauteur de coupe, la surface traitée ; il peut favoriser certaines espèces pionnières invasives et/ou rejetant de souche, éventuellement très combustibles ;
3. débroussaillements chimiques, via des pesticides phytocides[6] ou des inhibiteurs de croissance (nanifiants)[7]. En raison de la toxicité des produits utilisés et de leurs impacts écologiques, il est de plus en plus réglementé, voire interdit ;
4. sylvopastoralisme, écopastoralisme  : le sylvopastoralisme se montre très efficace selon l'INRA (1990)[8], mais n'est économiquement rentable que dans les parcelles où la végétation a une valeur nutritive suffisante, sinon les troupeaux préféreront écorcer les arbres pour se nourrir ;
5. brûlage dirigé : éventuellement associé au pâturage (Legrand, 1992)[9], le brûlage dirigé doit être pratiqué avec précautions[10]. Pour les zones à risque de « mégafeux », Gavin M Jones et ses collègues ont, en 2016, suggéré d'en quelque sorte sacrifier par le feu des parcelles de forêts anciennes à enjeux moyens, pour sauver les zones écologiquement les plus importantes pour la conservation et reprodution des espèces clé et patrimoniales[11]. À noter que ce brûlage peut aussi être une source significative de gaz à effet de serre (et de pollution particulaire, notamment à partir des fumées de feux couvants au sol, bien plus polluées que celles du grand panache le plus visible[12].

## Objectifs
Il peut s'agir, par exemple, de simplement élaguer les arbres ou arbustes, de préparer des zones de plantation, de mettre en lumière des semis ou des arbres d'avenir, d'entretenir des passages ou d'éliminer des résidus de coupe (branchage, herbes) d'une parcelle de terrain, pour des raisons pratiques ou esthétiques.
De plus en plus souvent, il s'agit — autour de zones habitées ou de maisons isolées en forêt — de débroussaillages de précaution, visant à préventivement diminuer la vitesse de propagation des feux de broussaille ou de forêt en cas d'incendies. Certains pays, dont la France depuis les incendies de 2003, imposent des débroussaillages préventifs autour des habitations à risque, généralement à renouveler tous les 3 ou 4 ans selon Colin et al. (2001), ou plus fréquents dans certaines zones, pour mieux pouvoir les protéger en cas d'incendies de forêts (outre le débroussaillage de couloirs pare-feux en forêt).

## Efficacité
Elle n'est pas facile à évaluer ou démontrer car d'une part, on ne peut éthiquement pas mettre le feu à des parcelles comparables, débroussaillée ou non, et d'autre part car d'autres facteurs de risques co-existent, et diffèrent selon le contexte biogéographique et d'anthropisation. Enfin, le réchauffement global de la planète aggrave les risques de feux de brousse, de landes, de garrigues et de forêt, et de mégafeux (définis comme d'une superficie de plus de 10 000 ha ).
Les chercheurs et gestionnaires de risques utilisent donc des modèles mathématiques de propagation des flammes, (notamment aux interfaces entre forêts et habitat humain),, de dynamique de combustion des combustibles forestiers, et de comportement au feu, jugés être de plus en plus réalistes, avec pour certains des tentatives de modélisations à plus long terme. Les modélisateurs travaillent notamment à mieux comprendre l'interface forêt-urbain (ou WUI pour les anglophones, pour Wildland–urban interface), c'est-à-dire la zones transition entre la nature sauvage (terres inexploitées) et les maisons isolées ou zones urbanisées, l'écotone semi-naturel séparant l'environnement bâti de l'environnement naturel, la zone de départ de la plupart des feux de forêt catastrophiques.
Certaines simulations (ex : Rodman & al. 2004) montrent que « la densité du combustible au sol est le facteur déterminant dans la vitesse de propagation globale d'un incendie, même quand l’étage supérieur est impliqué dans l’incendie ».
Dans l'état récent (2023) des modèles, la modélisation du débroussaillage fait conclure qu'il contribue à une atténuation globale de l'intensité et la propagation des incendies (ainsi que les dommages causés à la végétation ornementale). Cependant, signale l'INRAE (2023), la modélisation montre aussi que pour certaines combinaisons de vent et de topographie, le débroussaillage peut au contraire aggraver le risque.

## Effets négatifs
Remarque préalable : Le réchauffement climatique anthropique en cours fait que des observations faites en Espagne il y a 30 ans valent déjà parfois pour le centre de la France ; et que certaines conclusions faites 10 ou 20 ans plutôt peuvent avoir sous-estimé le risques à moyen ou long termes.
Selon Schaffers en 2002, bien pratiqué et dans un contexte favorable, le débroussaillement peut être neutre, voire positif pour la diversité spécifique des plantes, par exemple pour les pollinisateurs avec une bonne gestion (fauches tardives) des bords de route selon Noordijk et al. (2009).
Mais de nombreuses études lui ont aussi démontré des effets négatifs par exemple avec : 
- la mécanisation lourde et croissante du débroussaillement contre les incendies de forêt, dont en France en région méditerranéenne[25],[26], trop destructrice des sols[27],[28], et de la végétation comme l'a montré Piriou (1982) dans le massif des Maures[29],[30],[31], à propos des effets de la gestion des pare-feux dans la Provence calcaire[31], Tatoni en 1988 dans son bilan des réponses de la vegetation et du sol, 5 ans après un débroussaillement sur l'île de Porquerolles[32], Phamban en 1990 à propos des effets débroussaillement et des incendies sur les forêts sclérophylles [33], Loisel et ses collègues en 1985 à propos du débroussaillement lors des « travaux en forêt privée » (TPF)[34] ; Bonin et al., 1991). On a aussi étudié les effets du débrousaillement sur des espèces bioindicatrices comme les arthropodes frondicoles (c'est-à-dire, qui vivent sur les feuilles des plantes, incluant notamment les araignées et d'autres arthropodes en forte voie de régression dans le monde). Par exemple Bigot et al. dans les années 1980 ont étudié ces effets (immédiats, et différés) sur les arthropodes du chêne liège[35],[36]. Parmi les épiphytes le lierre a besoin de supports pour grimper et fructifier ; et certaines mousses et lichens, qui sont aussi des bioindicateurs, vivent surtout sur des troncs ou branches proches du sol ; Hébrard et Loisel ont en 1991 publié une première étude des effets du débroussaillement sur les mousses épiphytes de quelques formations arborescentes et arbustives dans le sud de la France (Bouches-du-Rhône)[37]. 
Le débroussaillage, surtout quand il concerne des boisements plutôt denses, quand il est « non sélectif » et quand il est fait mécaniquement et/ou en période de nidification/reproduction, et/ou avec des engins lourds[27] et bruyants, a des effets négatifs sur la biodiversité, parfois difficile à mettre en balance avec le bénéfice de l'opération. Diverses études ont porté sur l'impact du débroussaillement sur la biodiversité floristique et sur la structure végétale, par exemple par Vieuville en 1985ref name=Vieuville1985>, Gomilla[5] en 1993, Diaz-Villa et al., en 2003 en Espagne[38] ou encore Perez Ramos et al.[39] en 2008 qui ont en Espagne étudié, durant 5 ans, dans 3 forêts (aux faciès contrastés), l'évolution de la diversité des herbacées du sous-étage de forêts de chêne-liège. Ces forêts cultivées sont traditionnellement débroussaillées tous les neuf ans, pour y accroître le rendement en liège en réduisant la concurrence par le reste de la végétation, et pour réduire le risque de feux. Les auteurs ont, dans chaque site, clôturé et suivi durant 5 ans une parcelle représentative (1 ha). Celle ci était défrichée pour moitié, l'autre moitié constituant un « peuplement témoin ». Comme lors d'autres études, ils ont observé une richesse spécifique (diversité α et γ) qui a augmenté avec le défrichement (expansion d'espèces de prairies ouvertes), tandis que la diversité β diminuait en raison de l'homogénéisation/banalisation associé à cette expansion[39].
- Destruction de strates de végétation, et d'habitats (d'espèces parfois protégé ou menacéess) : l'élimination d'une part importante de la végétation, de la totalité de certaines strates de végétation (buissonnante typiquement) pour 3 à 5 ans, et l'élimination des cachettes (nécessaires à la survie de nombreuses espèces) prive ces espèces (animaux, plantes, champignons) de leur habitat naturel .
- Frein à long ou moyen termes à la régénération naturelle des forêts et des garrigues : à long terme, la répétition des débrousaillages menace en effet tout le couvert arboré car, comme cela a été montré par exemple par Clark et Clark[40] en 1989 puis par Maranon et Bartolome[41] en 1993 : les propagules et semis naturels, notamment issus de la banque de graine du sol locale ou adjacente n'ont jamais le temps de produire des adultes avant que ceux-i soient à nouveau détruits[10]. La répétition des débrousaillage finit par épuiser la banque de graines persistante du sol ainsi et la capacité à rejeter des souches[5],[42],[43],[38]. En zone méditerranéenne notamment, les retours de débroussaillages tous les 3 à 5 ans ne permettent pas la résilience effective du milieu, ce qui a par exemple été montré dans le Var, par Vieuville[44], en 1985 ou encore dans la région de Valence (Espagne) par Delitti et al.[45] en 2005 ; ainsi, même après 6 ans, ni les garrigues, ni les peuplements bas d'un boisement peu dense de résineux n'ont eu le temps de se régénérer. Tout comme dans les zones incendiées[45], seules quelques espèces pionnières (ex chêne Kermès dans le sud de la France) en profitent, mais en prenant la place d'autres espèces, qui par exemple sont essentielles pour les pollinisateurs[10].
- source de dérangement pour la faune sauvage (bruit, odeurs..), localement et à proximité, durant le temps des travaux ;
- Fragmentation des populations : un débroussaillage excessif isole les populations d'espèces ayant besoin d'un couvert végétal important pour se cacher, se déplacer, se nourrir, se reproduire, réduisant leur diversité génétique, et augmentant leur risque d'extinction ; au détriment des capacités de résilience écologique du milieu.
- dégradation de la chaîne alimentaire : La destruction de la végétation affecte également la chaîne alimentaire, en privant les animaux de sources de nourriture et de protection.
- érosion et dégradation des sols (notamment en zone sèche et/ou sur les pentes) : le débroussaillage augmente brutalement le pourcentage de sol nu exposé au soleil, ce qui peut être critique dans le contexte du réchauffement (voir par ex étude Inra, chapitre 4.1.2. Dynamique post-débroussaillement du pourcentage de recouvrement par strate, p18). Il appauvrit souvent le milieu, en réduisant la production de litière par les strates supérieures et intermédiaires, plus encore si la biomasse coupée, ligneuses notamment est exportée. Il expose directement le sol à l'action de facteurs climatiques délétères (voir ci-dessous) au détriment de la qualité de l'eau et la qualité et fertilité du sol ;
- modifications délétères des microclimats : par exemple le débroussaillage excessif d'une lisière forestière expose la forêt à un risque accru de déshydratation par le vent et le soleil. En simplifiant et appauvrissant la structure et stratification verticale du milieu et en ouvrant le milieu au vent et à la lumière le débroussaillement réduit le pouvoir tampon des strates basses et buissonnantes, tout en accroissant la radiation lumineuse et infra-rouge au sol (et donc sa température comme l'a montré Vieuville[44] dès en 1985. Le milieu est ainsi in fine réchauffé et rendu plus sec (xérique, tendant en zone méditerranéenne à évoluer vers une pelouse sèche peu productive) comme l'a montré Cristofari en 1982 dans le département des Bouches du Rhône[46]. La strate herbacée exposée au vent génère moins de rosée, et s'assèche plus vite et plus profondément[10] ;
- Une partie de la flore mellifère naturelle étant détruite ou très réduite par le débroussaillage, le potentiel apicole du milieu (garrigues et peuplements de résineux clairs par exemple) peuvent être affectés (quantitativement et qualitativement) ; « La somme des indices de Braun-Blanquet des espèces structurantes, comme celle des espèces mellifères, diminue dans les zones débroussaillées »[10] du sud du pays, où le débroussaillage réduit la présence du Rosmarinus officinalis , et — surtout si effectué en saison de pollinisation — il affecte les abeilles sauvages et domestiques. Or les abeilles sont déjà, et depuis décennies, en Europe de l'Ouest, mais aussi sur tous les continents, en voie de raréfaction ainsi que d'autres pollinisateurs majeurs (papillons notamment)[47], avec des conséquences économiques déjà importantes[48].

## Règlementation
Elle concerne notamment la protection des habitations et constructions contre les incendies de forêt.
En France, la loi n'impose le débroussaillement qu'en présence d'habitations, de constructions, de voiries… dès lors qu'elles sont situées dans ou à proximité de la forêt, et « le préfet détermine les conditions de mise en œuvre du débroussaillage selon la nature des risques ». La tendance est au renforcement de la mise en œuvre des obligations légales de débroussaillement (OLD) qui vise à freiner la propagation des incendies vers les habitations en cas de feux, de manière à faciliter le travail des pompiers et protéger le patrimoine bâti. 
Ces obligations incombent aux propriétaires de terrains, constructions, chantiers, installations de toute nature et aux gestionnaires d'infrastructures de transport, pour tout espace situés à moins de 200 mètres des bois, forêts, landes, maquis et garrigues identifiés à risque d'incendie. Ces obligations OLD concernent plusieurs millions de constructions privées ou publiques. L'ONF recommande de le pratiquer en automne ou en hiver, en évitant d'endommager le sol par des engins lourds.
Le propriétaire d'une habitation (ou d'une parcelle constructible) concernée doit, autour de celle-ci, débroussailler « sur une profondeur de 50 mètres autour de l'habitation (ou de 100 m dans certains cas). Le long des voies d'accès à son terrain (route, sentier, chemin privatif), le débroussaillement doit être fait autour de l'habitation sur une profondeur de 10 mètres de part et d'autre de la voie. Un arrêté municipal ou préfectoral peut modifier ces règles (…) Hors des territoires classés à risque d'incendie par la loi, une décision préfectorale peut imposer le débroussaillage sur son terrain jusqu'à 50 mètres autour de son habitation (même si cette obligation déborde sur le terrain des voisins !). ».

## Techniques de débroussaillement
Le débroussaillement peut être fait :
- manuellement, à la faux, à la hache, à la machette… ;
- mécaniquement, à la débroussailleuse, ou à l'aide d'un tracteur équipé d'une épareuse ;
- par pâturage (par des moutons, chèvres, lamas) peut être utilisé, notamment si le débroussaillement vise à maintenir le paysage ouvert. Le propriétaire peut confier cette opération à un tiers.

Autrefois, l'écobuage, et les techniques d'agriculture sur brûlés étaient des méthode de débroussaillement par brûlage était très utilisés, mais ils tendent à disparaitre pour des raisons écologique et de maitrise du risque d'incendie.

## Débroussaillement préventif obligatoire en cas de risque de feu de forêt
Dans certaines régions ou pays, un débroussaillement peut être rendu obligatoire (en France par arrêté municipal ou préfectoral), notamment dans les zones à fort risque de feu de forêt (Ex : en mars 2024, en France, un arrêté liste près d'un département français sur deux comme concerné par le risque d'incendie de forêt). Le débroussaillement préventif est régulièrement utilisé dans la prévention des feux de forêts. Son absence peut être un facteur de progression du feu, comme ce fut par exemple le cas lors des feux de forêt de 2022 en Gironde.
Concernant le rythme des opérations de débroussaillage, il est en France précisé comme suit par le Code forestier distingue
- dans les zones classées à risque d'incendie élevé, le débroussaillage doit être réalisé tous les ans.
- dans les zones classées à risque d'incendie moyen, le débroussaillage doit être réalisé tous les 2 ans.
- dans les zones classées à risque d'incendie faible, le débroussaillage doit être réalisé tous les 3 ans.

Ces zonage peuvent varier dans l'espace et le temps en fonction du déficit pluviométrique d'une région par exemple. Ils sont précisés par des arrêtés préfectoraux.
Si le débroussaillement concourt dans ces cas à protéger les habitations contre le feu, il peut aussi contribuer à dégrader la santé des forêts et parfois détruire des espèces rares, menacées et/ou protégées. Dans une approche de gestion durable des forêts, les travaux de débroussaillement doivent donc être articulés avec les enjeux de protection de la biodiversité. Pour cette raison, en France, les préfets doivent prescrire les mesures suivantes dans les zones à débroussailler situées hors des espaces industriels et urbanisés : interdiction de réaliser des travaux de broyage de végétation dense au-delà d'un seuil de surface et durant une ou plusieurs périodes de l'année définis par les préfets ; réalisation des travaux de débroussaillement de manière progressive dans l'espace ; maintien d'îlots composés notamment d'herbacés, de semis d'arbres, d'arbres, de ligneux bas ou d'arbustes ; préservation d'arbres à cavité apparente, d'arbres taillés en têtards, ou morts sur pied ; absence d'intervention dans les ripisylves.

## Gestion des déchets de débroussaillement
Le brûlage à l'air libre des matières issues du débroussaillement est source d'émissions de CO2, de fumées, de pertes de nutriments pour le sol (par rapport à la dégradation in situ) et parfois de risque d'incendie. Depuis 2004, sous peine d'amende pouvant atteindre 30 000 €, il est en France interdit de brûler in situ et à l'air libre tout déchets et végétal (qu'ils soient secs ou humides), y compris avec un incinérateur de jardin. En vertu de l'article L. 2212-2 du code général des collectivités territoriales (ou des articles L. 2542-3 et L. 2542-4 du même code dans les trois départements d'Alsace-Moselle), le maire peut édicter une mesure de police plus restrictive que celle du préfet de département si cela s'avère justifié au regard de circonstances locales particulières (CE, 18 avril 1902, Commune de Néris-les-Bains). Dans ce cas de figure, la mesure de police du maire doit être proportionnée au risque réel de trouble à l'ordre public à prévenir, notamment au regard de sa délimitation dans l'espace et dans le temps (CE, 19 mai 1933, Benjamin). Une mesure plus restrictive que le règlement sanitaire départemental édictée de manière générale et absolue par le maire sur le territoire de la commune peut se justifier lorsque l'ordre public ne peut pas être maintenu par une mesure moins contraignante, notamment au regard de la présence de zones particulièrement exposées au risque d'incendie ou d'un risque sanitaire avéré en matière de pollution de l'air. Des dérogations sont possibles, mais uniquement pour certains professionnels (des arrêtés préfectoraux peuvent fixer des dérogations possibles et les limiter dans le temps).
Les alternatives sont le compostage in situ, qui permettent également de ne pas de sortir les déchets de la parcelle. Le volume apparent des déchets, ainsi que la vitesse de biodégradation et d'incorporation de la matière organique au sol peuvent réduit grâce à un broyeur.
Un avis du Conseil d'État du 9 décembre 2022, rappelle qu'une dérogation à l'interdiction de destruction des espèces protégées est obligatoire si le risque que le projet comporte pour ces espèces est « suffisamment caractérisé ».